# Battaglia del lago Giorgio
La battaglia del Lago George fu combattuta l'8 settembre 1755 nella parte settentrionale della provincia di New York. La battaglia fece parte di una campagna britannica per cacciare i francesi dall'America del Nord durante la guerra franco-indiana.
Da una parte c'erano 1500 francesi, canadesi e nativi americani sotto il comando del barone di Dieskau, e dall'altra 1500 truppe coloniali di William Johnson e 200 Mohawk del famoso capo Hendrick.

## Contesto storico
William Johnson, recentemente nominato agente britannico presso gli Irochesi, giunse all'estremità meridionale del Lac Saint Sacrement il 28 agosto 1755 e lo rinominò lago Giorgio in onore di re Giorgio II di Gran Bretagna. La sua intenzione era quella di avanzare oltre i laghi Giorgio e Champlain per poter attaccare i francesi asserragliati nel Fort St. Frédéric a Crown Point, punto chiave della difesa del Canada.
Con l'intenzione di fermare l'avanzata di Johnson, Dieskau aveva già lasciato Crown Point accampandosi tra i due laghi (dove in seguito fu costruito Fort Carillon, precursore di Fort Ticonderoga). Il 4 settembre Dieskau decise di attaccare la base di Johnson, il Fort Edward (allora chiamato Fort Lyman) appena costruito sul fiume Hudson. Il suo obiettivo era quello di distruggere le barche, i rifornimenti e l'artiglieria di cui Johnson aveva bisogno per la sua campagna. Lasciando metà degli uomini a Carillon, Dieskau guidò il resto su un percorso alternativo fino al fiume Hudson facendo sbarcare i suoi uomini a South Bay per poi marciare ad est del lago Giorgio lungo Wood Creek. Dieskau ginse nei pressi di Fort Edward la sera del 7 settembre 1755 con 222 granatieri regolari francesi del régiment de la Reine e del régiment de Languedoc, 600 milizie canadesi e 700 alleati Abenachi e Caughnawaga Mohawk.
Johnson, accampato 20 km a nord di Fort Edward all'estremità meridionale del lago Giorgio, fu allertato dai suoi ricognitori della presenza di forze nemiche a sud ed inviò un messaggero per avvisare la guarnigione da 500 uomini di Fort Edward. Il messaggero fu intercettato e poco dopo fu catturato un convoglio di rifornimenti, con il risultato che la disposizione delle forze di Johnson divenne nota a Dieskau. Gli indiani alleati dei francesi, dopo aver tenuto un consiglio, decisero di non attaccare Fort Edward perché pensavano che fosse difesa da cannoni. In mattinata Dieskau diede quindi l'ordine di marciare a nord verso il lago.
Alle 9:00 del mattino dell'8 settembre Johnson inviò il colonnello Ephraim Williams a sud per rinforzare Fort Edward con 200 Mohawk e 1000 uomini del reggimento del Massachusetts e del reggimento del Connecticut del colonnello Nathan Whiting. Dieskau, avvisato da un disertore dell'arrivo di Williams, bloccò la strada principale con i suoi granatieri ed inviò canadesi ed indiani a tendere un'imboscata su entrambi i lati della strada. Si misero in attesa in un fossato 5 km a ud dell'odierno villaggio di Lake George.

## Battaglia

### "La sanguinosa ricognizione mattutina"
La colonna di Williams marciò diritta nella trappola e si trovò in un mare di moschetti nemici. Nello scontro noto come "La sanguinosa ricognizione mattutina" Williams ed Hendrick furono uccisi assieme a molti dei loro uomini. A questo punto i regolari francesi, incitati da Dieskau, spararono raffiche contro le linee britanniche. Molti inglesi fuggirono verso il campo di Johnson, mentre circa 100 commilitoni comandati da Whiting e dal tenente colonnello Seth Pomeroy con molti sopravvissuti Mohawks coprirono la loro ritirata combattendo durante la fuga. La retroguardia britannica riuscì a ad infliggere molte perdite agli inseguitori. Pomeroy notò che i suoi uomini "uccisero molti di loro; si vedevano cadere come piccioni". Uno dei caduti in questa fase della battaglia fu Jacques Legardeur de Saint-Pierre, un importante comandante delle forze canadesi di Dieskau. La sua morte provocò smarrimento, in particolare tra i nativi suoi alleati.

### L'assalto al campo di Johnson
Dieskau ordinò a canadesi ed indiani di proseguire attaccando il campo di Johnson. Con il morale scosso dalla morte del loro capo, i Caughnawaga "non vollero attaccare un campo fortificato, in cui i difensori tenevano prigionieri centinaia di altri Mohawk. Gli Abenachi non avrebbero proseguito senza i Caughnawaga, così come i canadesi". Sperando di convincere gli indiani ad attaccare, Dieskau dispose i propri 222 granatieri francesi in colonna per sei, e li guidò personalmente lungo la Lake Road fino alla radura in cui si trovava il campo di Johnson, attorno al quale Sir William aveva frettolosamente fatto costruire barricate di "carri, barche rovesciate e alberi abbattuti". Una volta che i granatieri furono in campo aperto, i fucilieri britannici presero i tre cannoni di Johnson caricati con colpi a grappolo e colpì i ranghi francesi. Quando Johnson fu ferito ed obbligato a ritirarsi nella propria tenda per essere medicato, il generale Phineas Lyman prese il comando. Quando Dieskau ebbe subito numerose ferite l'assalto francese fu interrotto.
Dopo la ritirata francese i britannici trovarono circa 20 francesi gravemente feriti, a tiro dei propri cannoni tanto che i commilitoni non avrebbero potuto recuperarli. Tra di loro vi era il barone Dieskau, il quale pagò il fatto di aver voluto guidare la carica con un proiettile che gli colpì la vescica.. Benjamin West dipinse un memorabile ritratto di Johnson mentre salva un ufficiale francese, che si dice essere proprio il barone Dieskau.

### Palude insanguinata
Nel frattempo il colonnello Joseph Blanchard, comandante di Fort Edward, vide lontano il fumo della battaglia ed inviò 80 uomini con Nathaniel Folsom del reggimento della provincia del New Hampshire e 40 di New York con il capitano McGennis per investigare.
"Sentendo i cannoni in direzione del lago si affrettarono, e quando si trovarono a meno di 3 km dal lago si scontrarono con l'esercito francese protetto da una guardia che attaccarono e dispersero. Verso le 16:00 apparvero circa 300 soldati francesi. Furono attaccati e si ritirarono in ordine. Il capitano Folsom dispose i propri uomini tra gli alberi, e quando giunse il nemico spararono con precisione. Continuò questo tipo di attacco finché non calò il buio, uccidendo molti nemici e prendendone alcuni prigionieri. Raccolse i propri feriti e li curò con le dotazioni del nemico, catturò i prigionieri e tornò al campo. Il giorno dopo fu raccolto il resto dell'equipaggiamento francese. In questa brillante azione Folsom perse solo sei uomini, ma McGennis fu ferito mortalmente e morì poco dopo. Le perdite francesi furono considerevoli".
I corpi dei francesi morti nello scontro (canadesi ed indiani, non i regolari francesi) furono gettati nello stagno "che ancora oggi viene chiamato Bloody Pond" (Palude insanguinata).

## Conseguenze
Nonostante la battaglia non abbia avuto conseguenze, e la spedizione di Johnson si sia fermata poco dopo Fort St. Frédéric, il risultato strategico del lago Giorgio fu significativo. Johnson riuscì ad avanzare molto oltre il lago e consolidò le proprie conquiste costruendo il villaggio di Fort William Henry all'estremità meridionale. Lo storico Fred Anderson scrive che se Dieskau fosse riuscito a bloccare Johnson a Fort Edward, non solo avrebbe fermato la minaccia di Fort St. Frédéric ma avrebbe anche "fatto retrocedere i difensori di New York e della Nuova Inghilterra fino alla stessa Albany".

## Caduti
Sembra che ci siano diverse versioni riguardo ai caduti della battaglia, a seconda di chi raccontò l'episodio.
James P. Millard dice: "Peter Palmer afferma nel suo libro che “le perdite inglesi quel giorno furono circa 216 morti e 96 feriti; mentre le perdite francesi furono molto più numerose”. Dice che Johnson stimò le perdite francesi da 500 a 600 uomini, mentre afferma che un'altra fonte parla di “poco meno di 800”".
W. Max Reid dice che "le perdite inglesi tra morti, feriti e dispersi nella battaglia furono 262, mentre quelle francesi, per loro stessa ammissione, furono 228".
Ian K. Steele dice delle perdite britanniche: "Il resoconto ufficiale, corretto, parla di 154 morti, 103 feriti e 67 dispersi. Molti di quelli elencati come dispersi non avevano disertato nei boschi pieni di canadesi ed indiani; molti dei dispersi furono poi ritrovati morti. Pomeroy era preoccupato delle perdite, ma trascurò le perdite Irochesi che portano il totale a 223 morti e 108 feriti".
Delle perdite francesi Steele dice: "Il diario ufficiale francese delle operazioni probabilmente minimizza le perdite indiane nel conto totale di 149 morti, 163 feriti e 27 fatti prigionieri. Il numero dei morti, feriti e catturati fu molto simile in entrambi gli schieramenti, con le perdite inglesi a 331 e quelle francesi a 339". Steele non fornisce una spiegazione per i suoi sospetti della sottostima dei caduti nativi.
Nel suo libro del 2009, Combattre pour la France en Amérique, Marcel Fournier diverge in modo considerevole dalle altre fonti citando i caduti della battaglia di Lac St-Sacrement (come la chiamano i francesi) parlando di 800 morti o feriti per i britannici e 200 morti o feriti per i francesi.
Una lettera del 20 ottobre 1755 da Monsieur Doreil al conte d'Argenson, anziano comandante francese in America del Nord, conferma che i granatieri francesi pagarono l'attacco alla fortezza di Johnson con la perdita di oltre un terzo della loro forza totale: il Regiment de la Reine subì 21 morti o dispersi e 30 feriti, mentre il Regiment de Languedoc ebbe 5 morti e 21 feriti.

## Mappe

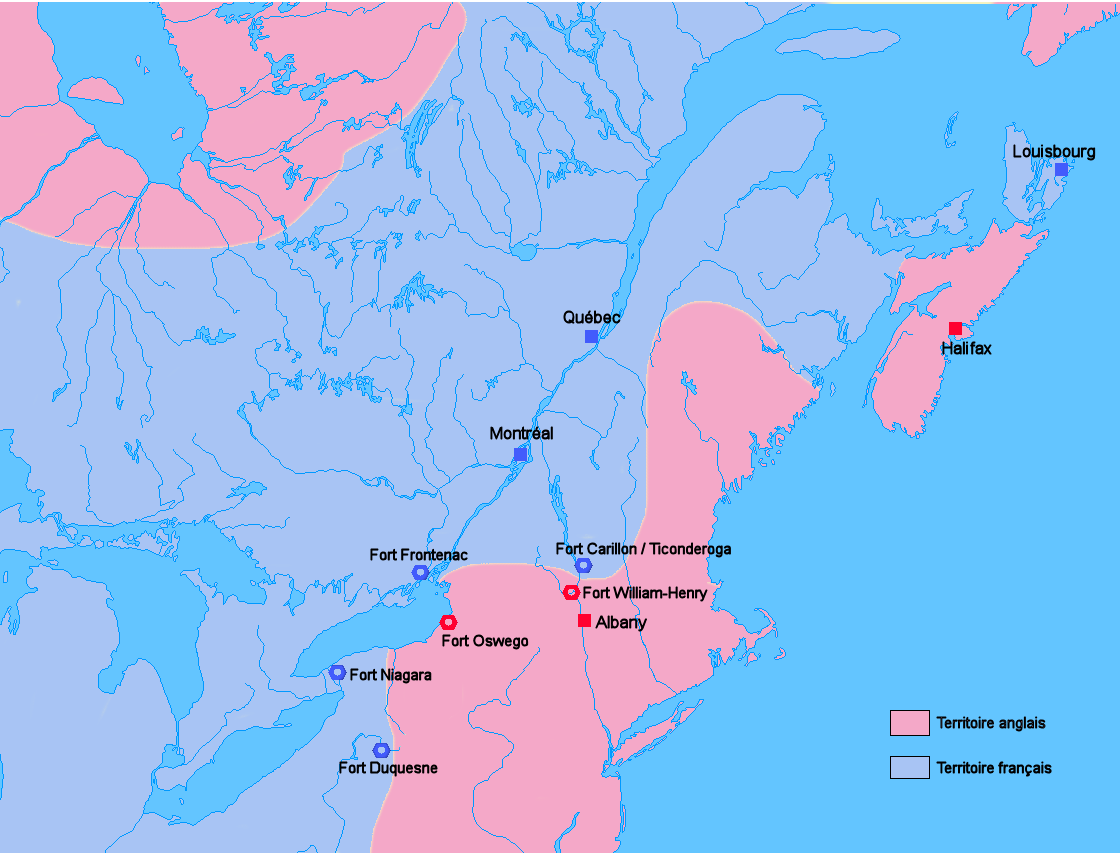
Mappa raffigurante i luoghi dei combattimenti della guerra franco-indiana
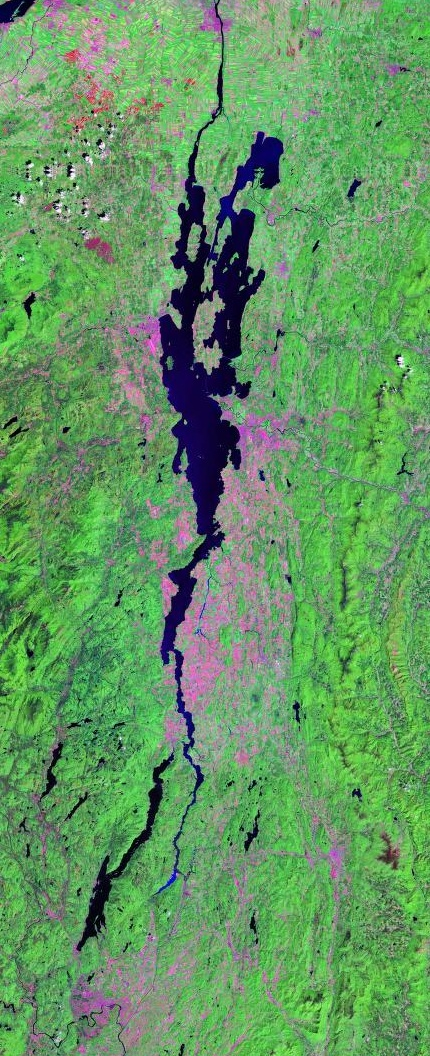
Foto Landsat dei laghi Champlain e Giorgio e di parte dei fiumi Hudson e Richelieu
Mappa raffigurante il lago Champlain ed il fiume Richelieu
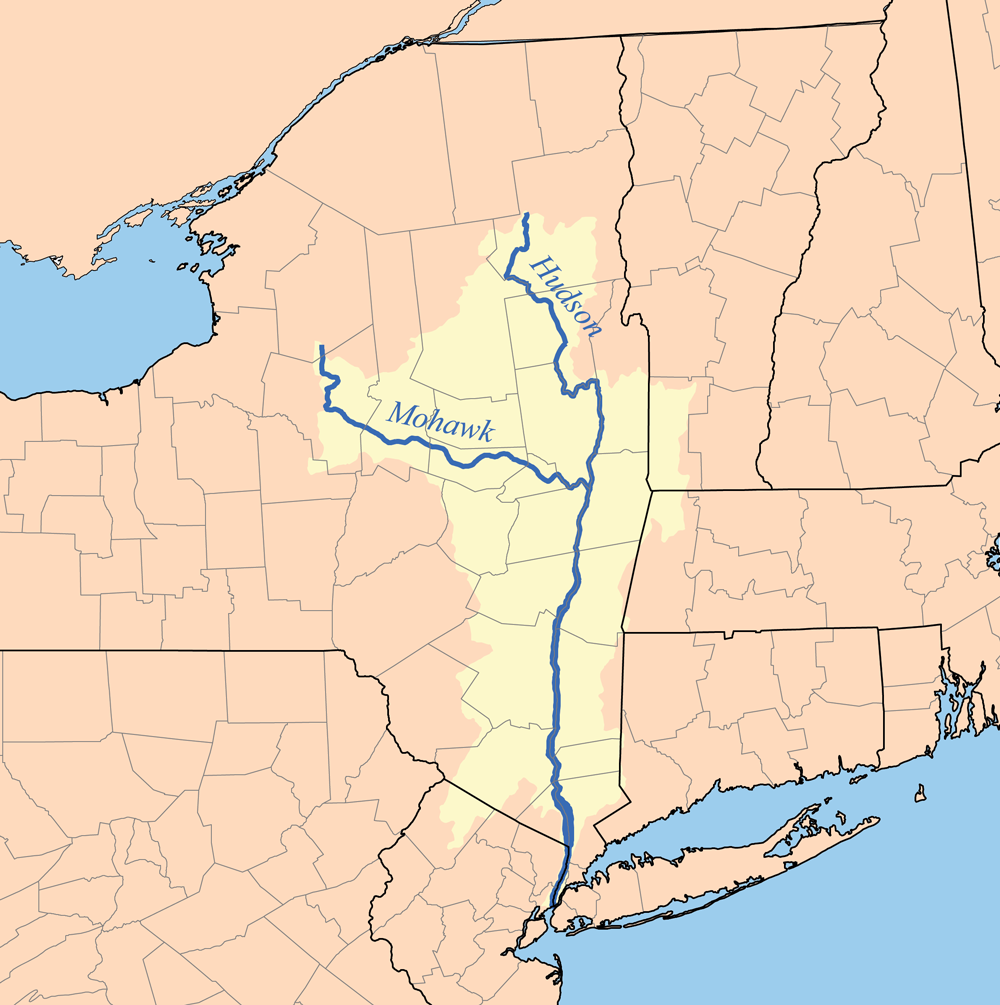
Spartiacque dei fiumi Hudson e Mohawk